# 應用經濟學
应用经济学是指经济理论和计量经济学在特定环境下的實際運用，即用经济理论和计量经济学来解决一系列领域的实际问题。从经济发展的角度来看，应用经济学的目的是提升商业運作和国家政策制定的效果。